# Sint-Guilielmuskerk

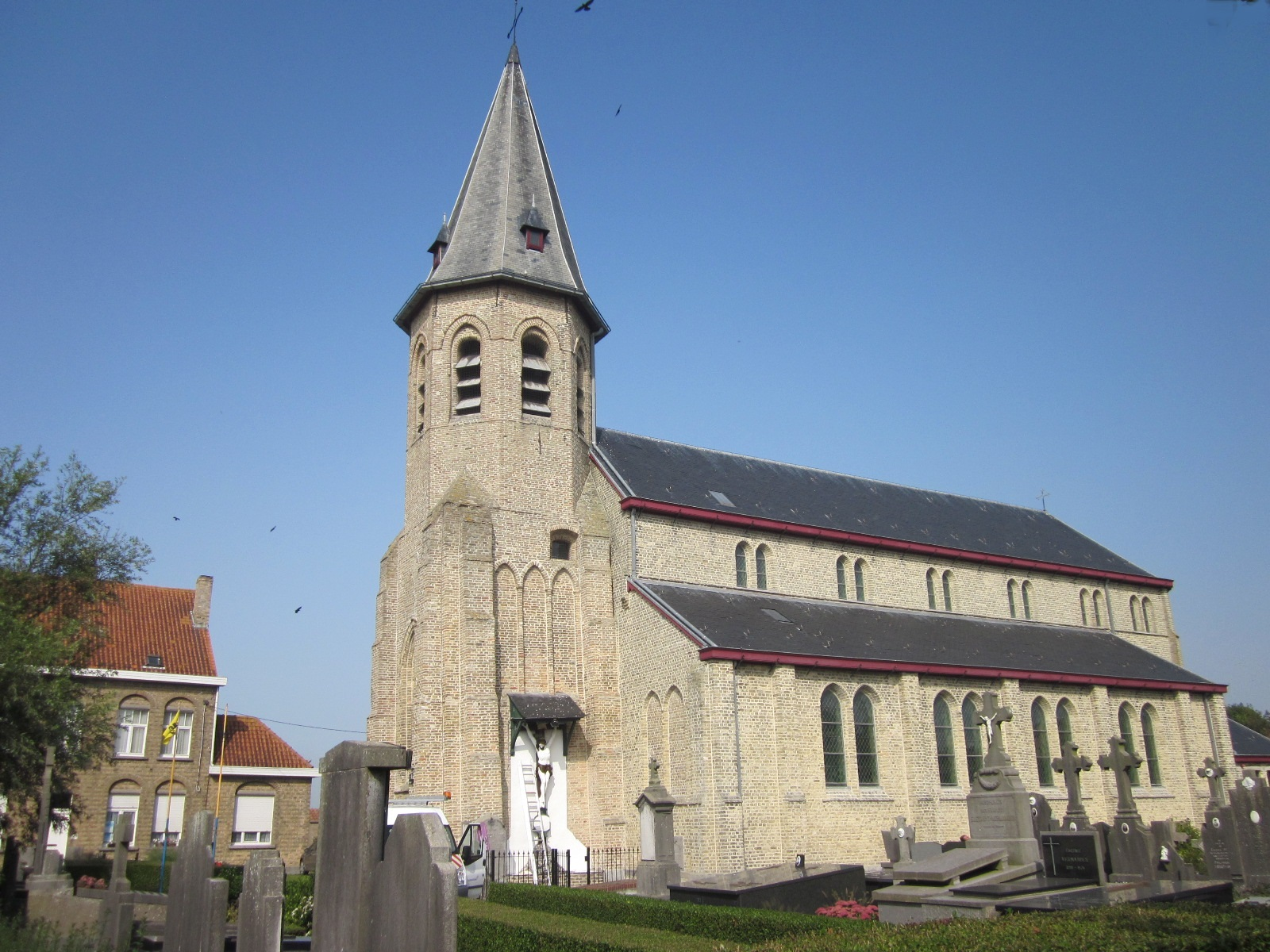
Sint-Guilielmuskerk

De Sint-Guilielmuskerk (ook: Sint-Willemskerk) is de parochiekerk van de tot de West-Vlaamse gemeente Middelkerke behorende plaats Wilskerke, gelegen aan Fleriskotstraat 33B.

## Geschiedenis
Al in 1201 was er sprake van een parochie, waarvan het patronaatsrecht in handen was van de Tempeliers van Slijpe. Er was sprake van een romaans-gotische kerk. Omstreeks 1700 stortte één zijbeuk in, en deze werd niet meer hersteld vanwege de geringe bevolking van het plaatsje. Van 1875-1880 werd de toren gerestaureerd onder leiding van Pierre Buyck. De kerk werd, op de toren na, verwoest tijdens de Eerste Wereldoorlog.
In 1920 werd de kerk heropgebouwd naar ontwerp van Théodore Raison.

## Gebouw
Het huidige gebouw omvat een voorgebouwde toren met vierkante basis en achtkante bovengeleding, waarop een achtkante naaldspits. De toren heeft een middeleeuwse kern. Het is een driebeukige bakstenen basilicale kerk.
Het kerkmeubilair is grotendeels neogotisch. De kerk wordt omsloten door een kerkhof.